# Poppó I de Carniola
Poppó I d'Ístria i Carniola (també Boppó; mort 13 de juliol de 1044), comte de Weimar i Orlamünde, fou marcgarvi d'Ístria des 1012 i de Carniola des 1040 fins a la seva mort.
Poppó era el fill d'una família noble del landgraviat imperial de Turíngia. El seu pare fou el comte Guillem III de Weimar i Orlamünde, i la seva mare probablement Oda, filla del marcgravi Lusàcia, Thietmar. Ell fou el germà més jove dels marcgravis Guillem (IV de Weimar) que va rebre el marcgraviat de Meissen de l'emperador (on fou Guillem I de Meissen) i Otó I de Meissen (Otó I d'Orlamünde inicialment, el 1062 va heretar Meissen del seu germà).
Es va casar amb Hadamut, la filla d'un comte de nom Weriand, que el 1001 havia rebut de mans de l'emperador Otó III grans propietats a l'est de Friül i Ístria, llavors part de l'anomenada Marca de Verona governada pels ducs de Caríntia. Poppó va dominar per aquest matrimoni moltes terres a la península d'Ístria i va començar a utilitzar el títol de marquès o marcgravi. Després que el rei Enric III d'Alemanya va heretar el ducat Caríntia, va separar el 1040 les marques d'Ístria i Carniola. Com la sogra de Poppó, mare de la seva dona, estava emparentada amb els comtes de Ebersberg, a Baviera, que tenien possessions a Carniola, Poppó va ser nomenat també marcgravi de Carniola.
Hadamut li va donar un fill, Ulric I, que va succeir al seu pare el 1044.